# Paktika (provins)
32°30′N 68°48′Ø / 32.500°N 68.800°Ø
Paktika-provinsen er en af Afghanistans 34 provinser . Den ligger i den sydøstlige del af landet, i Hindu Kush. Administrationsbyen er Sharan.

## Historie
Paktika var engang en del af den større provins Paktia, som selv nu yderligere er opdelt i Khost-provinsen. Provinsen var skueplads for mange kampe under den sovjetiske besættelse af landet og de lovløse år, der fulgte.

## Geografi
Paktika afgrænses mod nord af Paktia-provinsen og Khost-provinsen, og af Nord Waziristan og Syd Waziristan i de føderalt administrerede stammeområder i Pakistan mod øst. Den vestlige grænse er delt med Ghazni-provinsen, og Zabul-provinsen, mens Baluchistan i Pakistan ligger mod syd.
Ligesom mange områder af landet, har Paktika været stærkt udsat for skovrydning, hvilket har været en af årsagerne til ødelæggene oversvømmelser i de seneste år.

### Distrikter
- Barmal
- Dila
- Gayan
- Gomal
- Mata Khan
- Nika
- Omna
- Sar Hawza
- Sarobi
- Sharan
- Urgun
- Waza Khwa
- Wor Mamay
- Zarghun Shahr
- Ziruk